# 旋頭歌
旋頭歌（せどうか）は、奈良時代における和歌の一形式。『古事記』『日本書紀』『万葉集』などに作品が見られる。
五七七を2回繰り返した6句からなり、上三句と下三句とで詠み手の立場がことなる歌が多い。頭句（第一句）を再び旋（めぐ）らすことから、旋頭歌と呼ばれる。五七七の片歌を2人で唱和または問答したことから発生したと考えられている。
国文学者の久松潜一は『上代日本文学の研究』において、旋頭歌の本質は問答的に口誦するところにあるとの考えを示し、他の研究者もこれを支持している。一人で詠作する歌体もあるが、これは柿本人麻呂によって創造されたとの説がある。
『万葉集』には62首の旋頭歌がおさめられ、そのうち35首までが「柿本人麻呂歌集」からのものである。『万葉集』以後は急速に衰え、『古今和歌集』以下の勅撰和歌集ではまれである。

## 旋頭歌の例
『古事記』では伊須氣余理比賣（いすけよりひめ）と大久米命（おほくめのみこと）との問答として次の歌が収録されている。
- 胡鷰子鶺鴒　千鳥ま鵐 など黥ける利目 （一八）
あめつつ　ちどりましとと　などさけるとめ
- 媛女に　直に遇はむと　我が黥ける利目 （一九）
おとめに　ただにあはむと　わがさけるとめ

『万葉集』からも例を挙げる。次は旋頭歌本来の問答・唱和形式のものである。
- 住吉（すみのえ）の　小田（おだ）を刈らす子　奴（やっこ）かもなき　奴あれど　妹（いも）がみために　私田（わたくしだ）刈る　（一二七五）
（現代語訳）住吉の小田を刈っておいでの若い衆、奴はいないのかね。何の何の、奴はいるんだが、いとしい女子のおためにと、私田を刈っているのさ。

次の例は問答歌ではないが、第三句と第六句とが共通であり、うたわれたものと考えられている。
- 霰（あられ）降り　遠江（とほつあふみ）の　吾跡川（あとかわ）柳　刈れども　またも生ふという　吾跡川（あとかわ）柳　（一二九三）
（現代語訳）遠江の吾跡川[5]の柳よ。刈っても刈っても、また生い茂るという吾跡川の柳よ。

（参考文献 稲岡耕二 「人麻呂歌集旋頭歌の文学的意義」 久松潜一 『上代日本文学の研究』からの引用部より）
次の例は詠み人知らずの歌で神体山の三輪山の杉原を女性に、その祝の神官を女性の親に隠喩したとされる旋頭歌である。
- み幣（ぬさ）取り三輪の祝（はふり）が斎（いわ）ふ杉原　薪（たきぎ）伐（こ）りほとほとしくに手斧（ておの）取らえぬ （一四〇三）
- 幣（ぬさ）を手に取り三輪の祝が大切に守る杉原よ。その薪を伐る人は危うく手斧を奪い取られてしまいそう。